# 엽문 3
《엽문 3》(중국어 간체자: 叶问前传, 정체자: 葉問前傳, 병음: Yè Wèn Qiánzhuàn)는 2010년 공개된 홍콩의 영화이다.

## 출연

### 주연
- 두우항
- 홍금보
- 원표
- 번소황
- 황혁
- 엽준

### 조연
- 서교
- 장경헌
- 임설
- 관지빈
- 요벽아
- 마새
- 진가환

## 기타
- 무술감독: 양소웅